# NGC 869
NGC 869 is een open sterrenhoop in het sterrenbeeld Perseus. Het hemelobject ligt 7600 lichtjaar van de Aarde verwijderd en werd reeds in 130 v.Chr. ontdekt door de Griekse astronoom Hipparchus. De open sterrenhoop is naar schatting 31 miljoen jaar oud. Het vormt een dubbelcluster met NGC 884 (zie afbeelding: links ligt NGC 884 en rechts ligt NGC 869).

## Synoniemen
- C 0215+569
- OCl 350
- Mel 13
- Cr 24
- Lund 73
- GC 512
- Raab 9
- h 207
- H 6.33
- Collinder 24
- Melotte 13
- h Per
- h Persei